# 斯特拉季伊夫卡
48°8′42″N 29°25′33″E / 48.14500°N 29.42583°E
斯特拉季伊夫卡（烏克蘭語：Стратіївка），是烏克蘭的村落，位於該國西南部文尼察州，由海辛區負責管轄，始建於1816年，面積4.2平方公里，2001年該村落人口1,403。